# Great Amwell
Great Amwell est une paroisse civile et un village du Hertfordshire, en Angleterre.